# تاله و برفک
تاله و برفک (به لاتین: Taleh va Barfak) یک منطقهٔ مسکونی در افغانستان است که در ولسوالی تاله و برفک واقع شده‌است.